# Ostrocerca truncata
Ostrocerca truncata is een steenvlieg uit de familie beeksteenvliegen (Nemouridae). De wetenschappelijke naam van de soort is voor het eerst geldig gepubliceerd in 1923 door Claassen.